# .14-222
El .14-222 fue un cartucho creado en 1985 por Helmut W. Sakschek, utilizando un casquillo de .222 Remington con el cuello hacia ajustado para aceptar una bala calibre .14.